# News Journal (Огайо)
The News Journal — це американська газета та мультимедійний сайт (wnewsj.com), який видається друкованим способом два дні на тиждень (середа та субота) у Вілмінгтоні, штат Огайо, і охоплює округ Клінтон. Воно належить AIM Media, що базується в Макаллені, Техас.

Газета веде свою історію від двох тижневиків, Clinton Republican (започаткований у 1838 році як Western Whig, назва змінена наступного року) та The Wilmington Journal (заснований у 1868 році), які об'єдналися в The Journal-Republican у 1912. Wilmington News Journal був заснований В. Дж. Гелвіном 15 жовтня 1915 року, спочатку він називався Wilmington Daily News.
https://en.wikipedia.org/wiki/News_Journal_(Ohio)
У 1916 році він об'єднався з півтижневим журналом Journal Republican і став відомим як Wilmington Daily News Journal. Воно належало сім'ї Гелвін, поки воно не було продано видавничій компанії Brown у 1986 році. У 2010 році Браун оголосив про банкрутство і був реорганізований як Ohio Community Media, яка пізніше стала частиною Civitas/Versa. Компанію, включно з News Journal, у 2011 році придбала компанія Versa Capital Management за нерозголошену суму.
У 2012 році Versa об'єднала Ohio Community Media, колишні газети Freedom, які вона придбала, Impressions Media і Heartland Publications у нову компанію Civitas Media. У 2017 році компанія Civitas Media продала свої газети в Огайо компанії AIM Media.
Незабаром після редизайну вебсайту на початку 2023 року News Journal оголосив 21 лютого 2023 року, що друковане видання, яке раніше виходило з вівторка по суботу, виходитиме лише в середу.